# Institutionen för geovetenskaper
Institutionen för geovetenskaper är en institution vid Fakulteten för naturvetenskap och teknik vid Göteborgs universitet. På institutionen bedrivs utbildning på grund-, avancerad- och forskarnivå inom ämnena geovetenskap och geografi. Institutionen fanns tidigare vid Geovetarcentrum (GVC). Sedan 2023 är institutionen belägen på Campus Medicinareberget, Medicinaregatan 7b, i byggnaden Natrium. 
Verksamheten leds sedan 2022 av prefekt Hans Linderholm och proprefekt Heather Reese. 

## Utbildningar
- Kandidatprogram i geovetenskap
- Kandidatprogram i geografi
- Masterprogram i geovetenskap
- Masterprogram i geografi
- Institutionen för geovetenskaper utbildar också blivande lärare i geografi inom Ämneslärarprogrammet, samt erbjuder fristående kurser.

## Forskning
Studierna handlar om jordens processer och människans aktivitet, samspel och påverkan på jorden. Kompetens finns inom till exempel geologi, naturgeografi och ekosystemvetenskap. 
Institutionen för geovetenskaper driver Skogaryd forskningsstation, en infrastruktur för ekosystemforskning. Den är också värd för Latnjajaure fältstation i Abisko, där studier pågår om hur klimatförändringarn påverkar vegetationen på tundran i Arktis. 
Institutionen har innehavaren av August Röhss professur i geografi, som 2025 är professor Deliang Chen.